# Goniophlebium persicifolium
Goniophlebium persicifolium är en stensöteväxtart som först beskrevs av Nicaise Augustin Desvaux, och fick sitt nu gällande namn av Richard Henry Beddome. Goniophlebium persicifolium ingår i släktet Goniophlebium och familjen Polypodiaceae. Inga underarter finns listade.